# 錦渓鎮
錦渓鎮（きんけい-ちん）は、中華人民共和国江蘇省崑山市に位置する鎮。崑山市の西南部25kmに位置する。江南の歴史文化が残る町並みを活かし「中国民間博物館の郷」として観光開発を推進している。五保湖の一角に運河が形成されており、明・清代に建築された36の石橋が保存されていて、その風情を小舟でも遊覧できる。同じ湖国の風景を共有するため、2020年から滋賀県高島市今津町と友好交流の町として提携している。
1162年（紹興32年）、南宋の孝宗の愛妃陳妃がこの地で病死し、妃が愛した五保湖で水葬され、湖に陳妃水塚が造られたことに因んで「陳墓」と呼ばれていた。また、菩提のため孝宗は蓮池禅院を建立した。以来800年間陳墓と呼ばれたが、1993年美しい水郷を保存しようと旧名に復した。

## 観光スポット
- 五保湖（陳妃水塚が湖の小さな島にある）
- 古蓮池（蓮池禅院、文昌閣）
- 中国古磚瓦博物館

## 交通
崑山駅より107系統周荘行き路線バスで錦渓バス停下車、所要40分。上海虹橋駅より直通観光バスで錦渓バスターミナルまで、所要1時間。

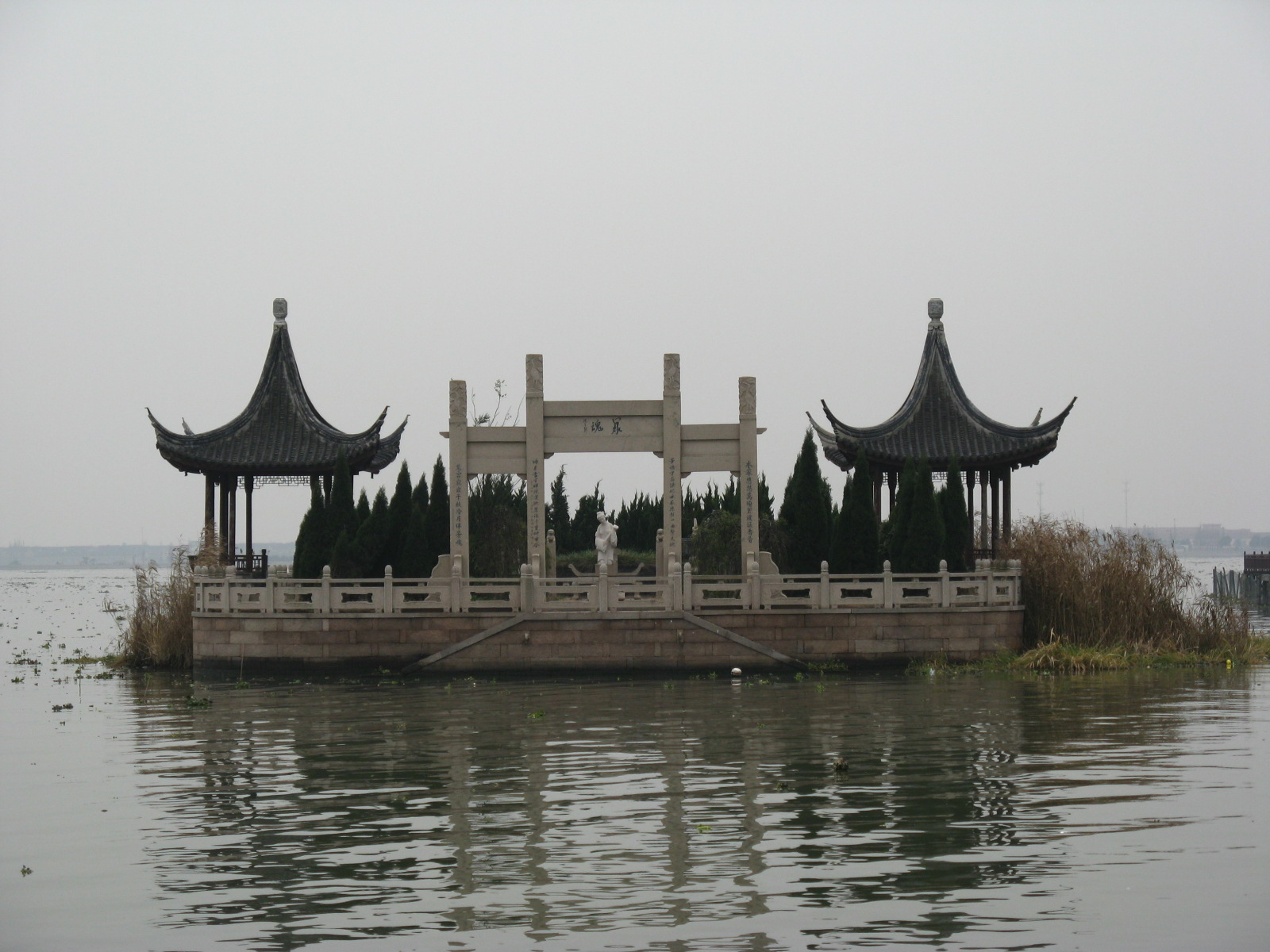
陳妃水塚全景。
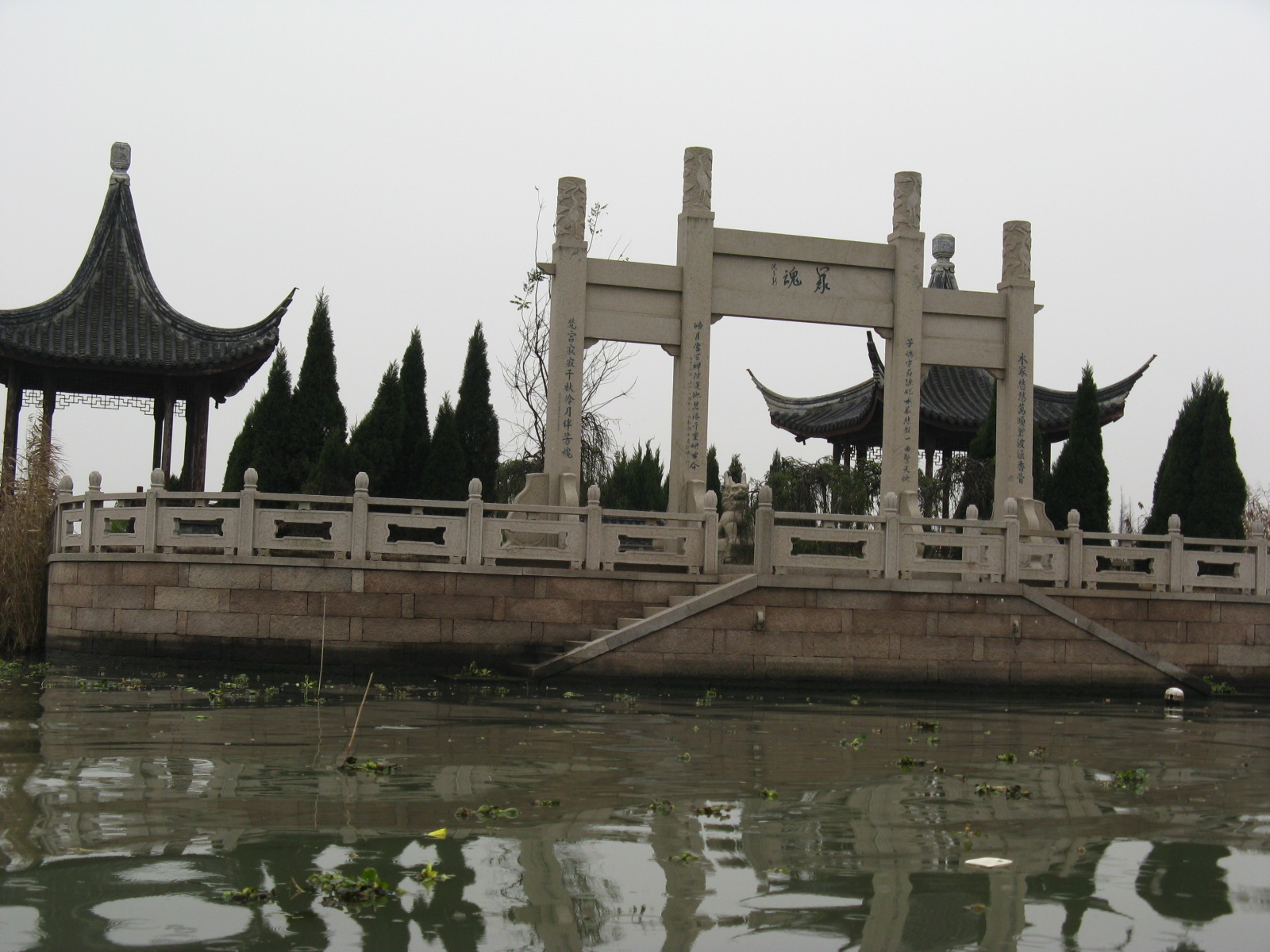
陳妃水塚側面近景。
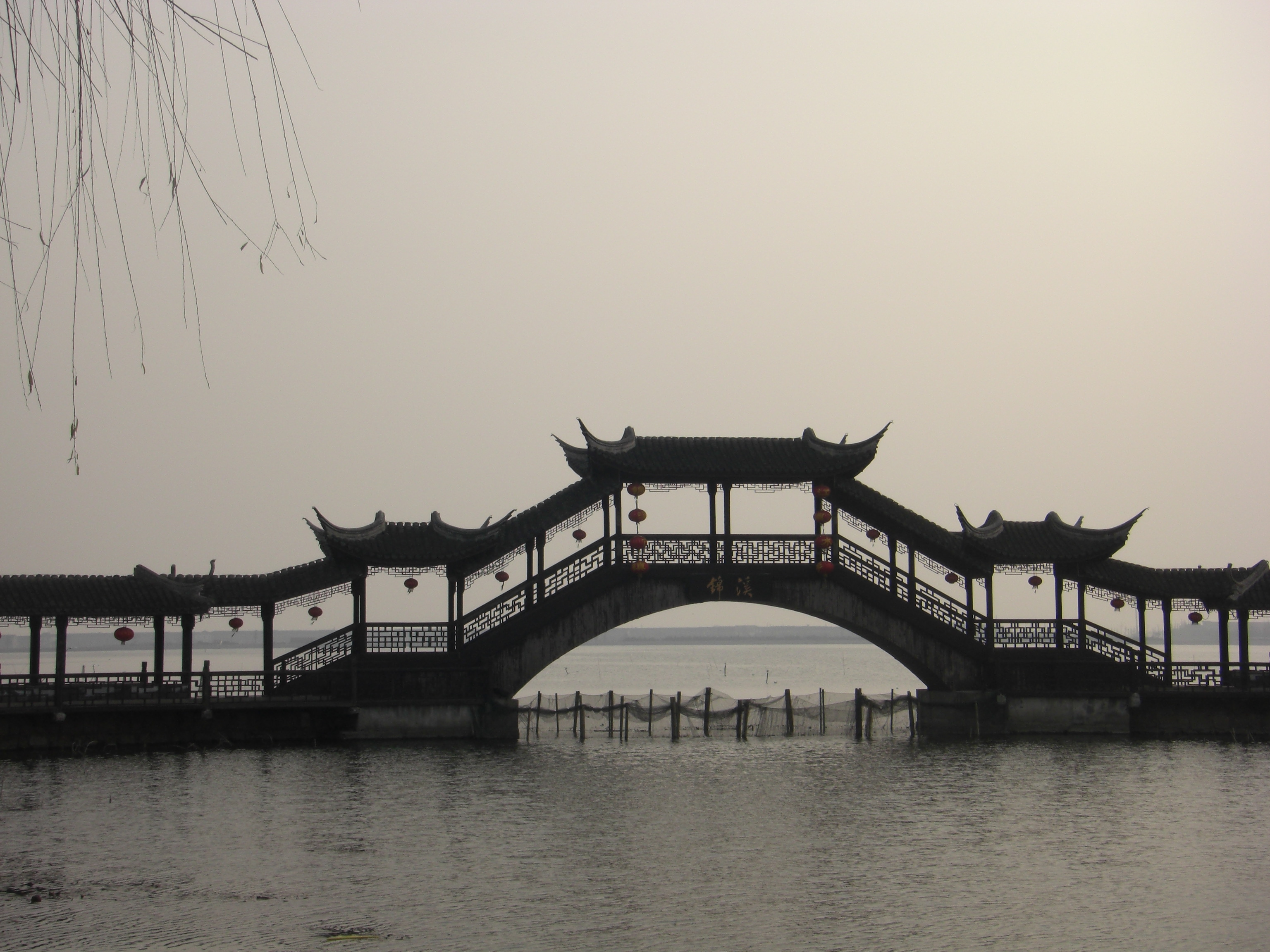
古蓮池側から古蓮長堤と三亭橋。橋の向こう側が五保湖。
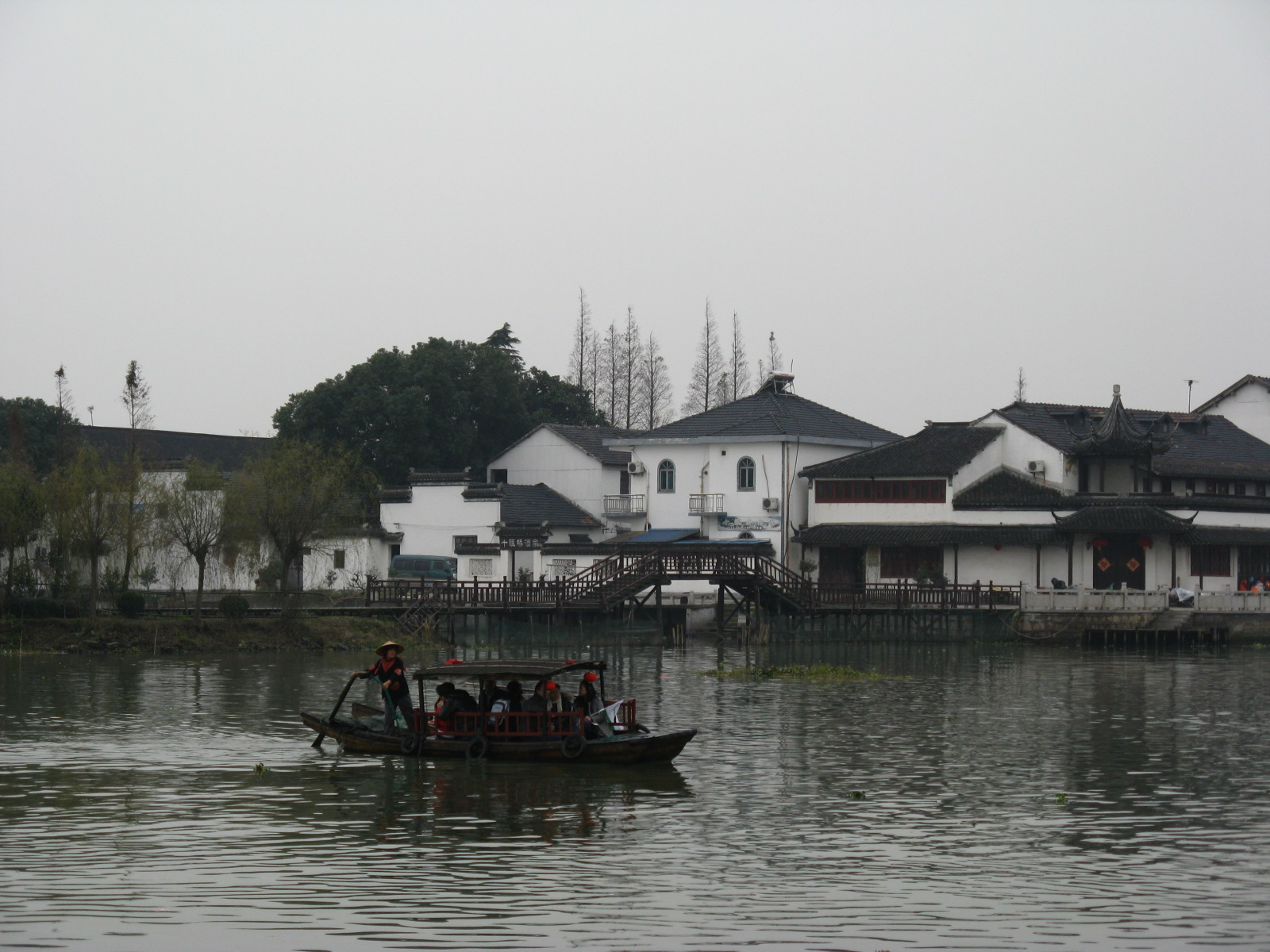
蓮池禅院前の錦渓古鎮水路入口付近（菱塘湾）。
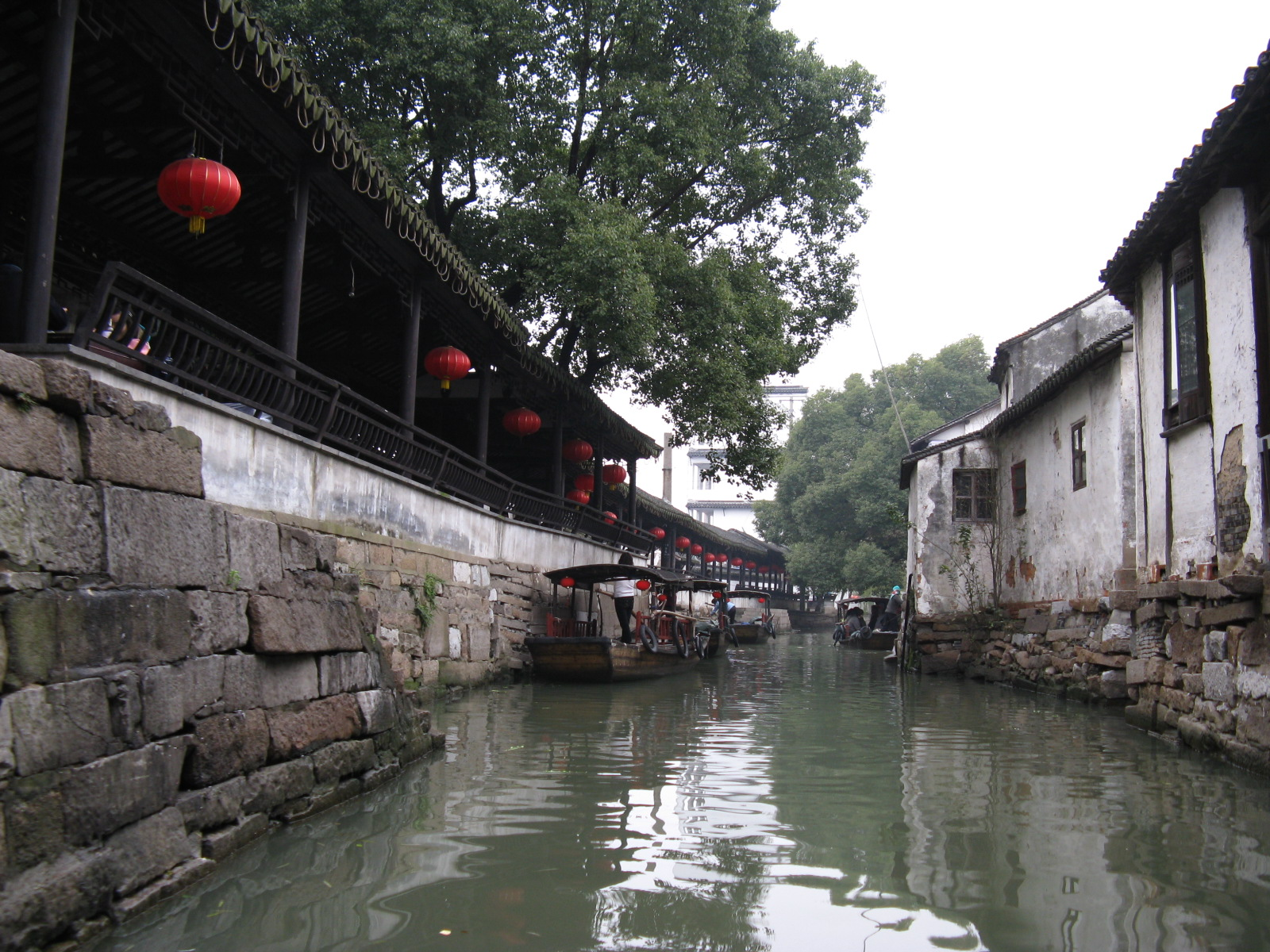
錦渓古鎮、舟終着地点。軒には風火垣、梁上短柱が出ている。